# Proceso de combustión de silicio
En astrofísica, la quema de silicio es una secuencia muy breve  de reacciones de fusión nuclear que ocurren en estrellas masivas con un mínimo de aproximadamente 8 a 11 masas solares. La quema de silicio es la etapa final de fusión de estrellas masivas que se han quedado sin los combustibles que las alimentan durante sus largas vidas en la secuencia principal del diagrama de Hertzsprung-Russell. Es sucesor de las etapas anteriores de los procesos de quema de hidrógeno, helio, carbono, neón y oxígeno.
La quema de silicio comienza cuando la contracción gravitacional eleva la temperatura del núcleo de la estrella a 2.7-3.5 mil millones de kelvin ( GK ). La temperatura exacta depende de la masa. Cuando una estrella ha completado la fase de combustión de silicio, ya no es posible realizar más fusiones. La estrella colapsa catastróficamente y puede explotar en lo que se conoce como supernova de Tipo II .

## Secuencia de fusión nuclear y fotodesintegración del silicio.
Una vez que una estrella completa el proceso de quema de oxígeno, su núcleo se compone principalmente de silicio y azufre.   Si tiene una masa suficientemente alta, se contrae aún más hasta que su núcleo alcanza temperaturas en el rango de 2.7 a 3.5 GK (230 a 300 keV ). A estas temperaturas, el silicio y otros elementos pueden fotodesintegrarse, emitiendo un protón o una partícula alfa.  La quema de silicio se produce mediante reordenamiento por fotodesintegración,  que crea nuevos elementos mediante el proceso alfa, agregando una de estas partículas alfa liberadas  (el equivalente a un núcleo de helio) por paso de captura en la siguiente secuencia (no se muestra la fotoexpulsión):
|  | 28Si + 4He | → | 32S  |
|  | 32Si + 4He | → | 36Ar |
|  | 36Ar + 4He | → | 40Ca |
|  | 40Ca + 4He | → | 44Ti |
|  | 44Ti + 4He | → | 48Cr |
|  | 48Cr + 4He | → | 52Fe |
|  | 52Fe + 4He | → | 56Ni |

Aunque en teoría la cadena podría continuar, los pasos posteriores al níquel-56 son mucho menos exotérmicos y la temperatura es tan alta que la fotodesintegración impide seguir avanzando. 
La secuencia de combustión del silicio dura aproximadamente un día antes de ser golpeada por la onda de choque provocada por el colapso del núcleo de la estrella. La combustión se vuelve mucho más rápida a temperatura elevada y se detiene sólo cuando la cadena de reordenamiento se ha convertido en níquel-56 o se detiene mediante la expulsión y el enfriamiento de la supernova. El níquel-56 se desintegra primero en cobalto-56 y luego en hierro-56, con vidas medias de 6 y 77 días respectivamente, pero esto sucede más tarde, porque sólo hay minutos disponibles dentro del núcleo de una estrella masiva. La estrella se ha quedado sin combustible nuclear y en cuestión de minutos su núcleo comienza a contraerse.[cita requerida]
Durante esta fase de la contracción, la energía potencial de la contracción gravitacional calienta el interior a 5 GK (430 keV) y este se opone y retrasa la contracción.  Sin embargo, dado que no se puede generar energía térmica adicional mediante nuevas reacciones de fusión, la contracción final sin oposición se acelera rápidamente hasta convertirse en un colapso que dura sólo unos segundos.  La porción central de la estrella ahora está aplastada en un núcleo de neutrones con una temperatura que se eleva aún más a 100 GK (8,6 MeV)  que se enfría rápidamente  hasta convertirse en una estrella de neutrones si la masa de la estrella es inferior a 20 masas solares.  entre 20 masas solares y 40–50 masas solares , el retroceso del material hará que el núcleo de neutrones colapse aún más en un agujero negro .  Las capas exteriores de la estrella son expulsadas en una explosión conocida como supernova Tipo II  que dura de días a meses. La explosión de supernova libera una gran ráfaga de neutrones, que pueden sintetizar en aproximadamente un segundo aproximadamente la mitad del suministro de elementos del universo que son más pesados que el hierro, a través de una rápida secuencia de captura de neutrones conocida como proceso r (donde " r" significa captura "rápida" de neutrones).

## Energía de enlace

Curva de energía de enlace

Este gráfico muestra la energía de enlace por nucleón de varios nucleidos. La energía de enlace es la diferencia entre la energía de los protones y neutrones libres y la energía del nucleido. Si el producto o productos de una reacción tienen mayor energía de enlace por nucleón que el reactivo o reactivos, entonces la reacción es exotérmica (libera energía) y puede continuar, aunque esto es válido sólo para reacciones que no cambian el número de protones o neutrones (sin reacciones de fuerza débil). Como puede verse, los nucleidos ligeros como el deuterio o el helio liberan grandes cantidades de energía (un gran aumento en la energía de unión) cuando se combinan para formar elementos más pesados: el proceso de fusión. Por el contrario, los elementos pesados como el uranio liberan energía cuando se dividen en elementos más ligeros: el proceso de fisión nuclear . En las estrellas, la nucleosíntesis rápida se produce añadiendo núcleos de helio (partículas alfa) a núcleos más pesados. Como se mencionó anteriormente, este proceso termina alrededor de una masa atómica 56.  La desintegración del níquel-56 explica la gran cantidad de hierro-56 que se observa en los meteoritos metálicos y en los núcleos de planetas rocosos.